# 2ª edizione dei Directors Guild of America Award
La 2ª edizione dei Directors Guild of America Award si è tenuta nel corso del 1950 e ha premiato il migliore regista cinematografico del 1949.

## Cinema
- Robert Rossen – Tutti gli uomini del re (All the King's Men)
- Carol Reed – Il terzo uomo (The Third Man)
- Mark Robson – Il grande campione (Champion)
- Alfred L. Werker – La tragedia di Harlem (Lost Boundaries)

## Premi speciali

### Premio per il membro onorario
- Rex Ingram